# Ad Herculem
Ad Herculem (en latín, «a» o «hacia Hércules»), hace referencia al Templo de Hércules Gaditano, que habría estado situado en el islote de Sancti Petri, en la desembocadura del caño de Sancti Petri, en el municipio español de San Fernando (Cádiz). Es citado en el VI Itinerario de Antonino, como una estación de la Vía Heraclea. Junto a él, aparecerían también otras estaciones como es el caso de Ad Pontem o Ad Portum.

## Historia
Ad Herculem se sitúa en un contexto espacio temporal relacionado íntimamente con la Vía Heraclea o Heraklea, un camino histórico que cruzaba la península ibérica y que data al menos del siglo VI a. C. Sin embargo, la significación de este término es un poco problemática pues puede hacer referencia tanto al propio templo como a una aglomeración poblacional, localizándose justo en el punto en el cual la Vía Augusta pasaría frente al templo de Hércules. Ciertamente, el camino terrestre primigenio de Sancti Petri es denominado con esta acepción latina ya que se considera un último tramo de la Vía Augusta cuyo fin era dirigirse a las columnas de Hércules y también hacia el norte.  Así mismo, Ad Herculem fue la primera estación de esta Vía Heraclea partiendo desde Gades. La calzada comenzaría desde la ciudad ubicada en la parte histórica de Cádiz bordeando la costa y pasando al oeste de las lagunas formadas por el río Arillo siguiendo en línea recta hasta la desembocadura del Caño de Sancti Petri donde se habría ubicado el templo dedicado al dios fenicio Melkart. El paso del caño se llevaría a cabo mediante embarcaciones destinadas específicamente a ello, algo que se ha documentado desde época medieval y que ha pervivido hasta el siglo XXI.